# Labeo gonius
Labeo gonius е вид лъчеперка от семейство Шаранови (Cyprinidae). Видът не е застрашен от изчезване.

## Разпространение и местообитание
Разпространен е в Бангладеш, Индия (Аруначал Прадеш, Асам, Бихар, Западна Бенгалия, Пенджаб и Утар Прадеш), Мианмар, Непал и Пакистан.
Обитава сладководни басейни и реки.

## Описание
На дължина достигат до 1,5 m, а теглото им е максимум 1360 g.